# Graphium stratiotes
Graphium stratiotes är en fjärilsart som först beskrevs av Grose-smith 1897.  Graphium stratiotes ingår i släktet Graphium och familjen riddarfjärilar. Inga underarter finns listade i Catalogue of Life.